# De Garage (televisieserie)
De Garage was een Nederlandse komedieserie die door Veronica in de televisieseizoenen 1999/2000 (start: 11 februari 2000) en 2000/2001 (start: 11 december 2000) werd uitgezonden. 

## Rolverdeling
- Carry Tefsen als Coby (seizoen 1-2)
- Mike Libanon als Vince (seizoen 1-2)
- Tygo Gernandt als Lenny (seizoen 1-2)
- Nova van Dijk als Ellen (seizoen 1-2)
- Miranda Bergen als Shanice (seizoen 1-2)
- Hugo Metsers als Mansfeld Cremer sr. (seizoen 1)
- Josefine van Asdonk als Monique (seizoen 2)
- Robin Rienstra als Mansveld Cremer jr. (seizoen 2)